# Canal Occidental del Yamuna
El Canal Occidental del Jamuna (Western Jumna Canal) és una important obra d'irrigació a Haryana que agafa l'aigua del costat occidental del Yamuna i rega districtes com Ambala, Karnal, Hissar, Rohtak, Patiala i Jind així com el territori de Delhi.
El canal es va originar el 1356 quan Firuz Shah Tughluk (1351-1388) va utilitzar el llit d'un torrent anomenat Chautang per portar aigua als jardins reials a Hissar i Hansi, però al cap de cent anys ja no hi corria gairebé aigua. El 1568 Akbar el Gran va reexcavar la zona i va portar aigua del Jumna a Chautang i per aquesta Hansi i Hissar. Ali Mardan Khan, enginyer de Shah Jahan, el 1626 hi va fer una presa i va portar aigua a Delhi a través de Panipat i Sonepat; per manca de manteniment l'aigua va deixar de córrer fins a Hissar i Hansi el 1707 i més àmpliament el 1720 i finalment va deixar de portar aigua a Delhi entre 1753 i 1760. Aquesta darrera branca fou reoberta el 1819 pels britànics i la braca d'Hansi el 1825, però era molt deficient i les filtracions provocaven problemes de salut i el 1846 es va decidir un arranjamnent. Entre 1870 i 1882 el canal fou remodelat en diversos llocs; la branca Sirsa es va obrir el 1888 i després es van fer diverses extensions.
L'inici del canal és a Tajewala al districte d'Ambala i durant 22,5 km corre per l'antic llit per després unir-se al riu Somb on hi ha una presa que dirigeix les aigües cap a Dadupur; després d'un curs de 61 km amb diversos canals menors es divideix en la branca de Sirsa, de 185 km, i una branca nova. Aquesta darrera es bifurca al cap de 50 km cap a les branques d'Hansi i Delhi. La primera té uns 75 km i origina la branca Butana; la branca de Delhi mesura uns 120 km fins a trobar el Okhla. La longitud total del canal principal és de 552 km i els distributaris majors i menors de 2893 km a més d'altres km de sortides i evacuacions. La superfície a regar s'ha anat incrementant progressivament.